# Classe O
A Classe O foi uma classe de cruzadores de batalha planejada pela Kriegsmarine, composta por três embarcações designadas O, P e Q. O projeto dos navios teve sua origem na inferioridade numérica alemã diante da Marinha Real Britânica e inicialmente foi planejado construir vários cruzadores pesados da Classe P. Entretanto, foi decidido modificar o projeto desta classe com mais poderosos canhões de 380 milímetros e transformá-los em cruzadores de batalha que teriam o objetivo de atuarem como corsários contra navios mercantes inimigos. O projeto da Classe O foi finalizado e aprovado em 1940, porém eles nunca foram construídos devido ao andamento da Segunda Guerra Mundial.
Os cruzadores de batalha da Classe O, como originalmente projetados, seriam armados com uma bateria principal composta por seis canhões de 380 milímetros montados em três torres de artilharia duplas. Teriam um comprimento de fora a fora de 256 metros, boca de trinta metros, calado de oito metros e um deslocamento carregado de 36 mil toneladas. Seus sistemas de propulsão seriam compostos por oito motores a diesel dois tempos de ação dupla mais uma única turbina a vapor que girariam três hélices até uma velocidade máxima de 35 nós (65 quilômetros por hora). Os navios seriam protegidos por um cinturão principal de blindagem cuja espessura ficaria entre cem e 190 milímetros.

## Desenvolvimento

### Cruzadores pesados
A Kriegsmarine, mesmo depois da finalização dos dois couraçados da Classe Scharnhorst e construção dos dois da Classe Bismarck, ainda estava em inferioridade numérica diante de outras marinhas europeias. Isto levou a uma decisão em 1937 de construir uma versão aprimorada dos cruzadores pesados da Classe Deutschland. Mais de vinte projetos foram considerados para cumprir as especificações da marinha até que um fosse escolhido, sendo designado de "P" (de panzer, alemão para "blindado"). O plano original era para que doze navios da Classe P fossem construídos. Estes caçariam outros cruzadores, tendo armamentos e blindagem suficientes para enfrentarem cruzadores pesados e cruzadores rápidos, mas velocidade suficiente para escaparem de couraçados e cruzadores de batalha.
Vários problemas foram encontrados ao se projetar os navios. A velocidade máxima exigida de 34 nós (63 quilômetros por hora) significava que o comprimento mínimo teria de crescer de 217 para 229,5 metros e que a boca mínima seria de 25 metros, a menos que motores a diesel fossem usados, o que aumentaria a boca em dois metros. Entretanto, uma boca mais larga exigiria um comprimento ainda maior para que a eficiência hidrodinâmica fosse mantida. Tudo isto complicava o arranjo da blindagem, pois mais blindagem seria necessária para cobrir o casco mais comprido e largo. Por fim, foi considerado impossível incluir propulsão a diesel em um deslocamento de vinte mil toneladas.
A mudança para cruzadores de batalha foi o resultado de uma proposta de aumentar o armamento de canhões calibre 55 de 283 milímetros para armas calibre 47 de 380 milímetros. Dentre as razões para isto, experimentos tinham mostrados que o canhão menor era "bem menos eficaz" do que o maior, que doze navios iria sobrecarregar os estaleiros que já estavam ocupados com outros projetos, além de que as menores armas usadas em qualquer navio capital estrangeiro em serviço ou em construção seriam maiores que a de 283 milímetros. O argumento mais persuasivo pelo aumento veio em 1939, quando o ditador Adolf Hitler abandonou o Acordo Naval Anglo-Germânico de 1935.

### Cruzadores de batalha
O interesse na Classe P e nos cruzadores de batalha diminuiu do final de 1937 ao início de 1938, mas foi reavivado em 28 de abril de 1938 quando Hitler falou publicamente das suas opiniões sobre Acordo Naval Anglo-Germânico e a consequente possibilidade de uma guerra contra o Reino Unido. Ele convocou para uma reunião o estado-maior naval e o general-almirante Erich Raeder, falando sobre suas ideias de uma marinha forte que poderia ser uma ameaça aos britânicos de tal modo que estes entrariam em uma aliança com a Alemanha em vez de arriscarem uma guerra. A partir desta reunião foi elaborado o Plano Z, que teria duas forças tarefas centradas cada uma em três couraçados da Classe H e um porta-aviões, mais cruzadores e contratorpedeiros de escolta. Estas forças, em guerra, colaborariam com três cruzadores de batalha ao se ocuparem com escoltas de comboios enquanto submarinos e um ou mais dos cruzadores de batalha lidariam com os navios mercantes. A presença de cruzadores de batalha também teria o efeito secundário de forçar a Marinha Real Britânica a colocar couraçados na escolta de comboios, o que enfraqueceria qualquer frota que pudesse enfrentar as forças tarefas do Plano Z.
Como parte deste plano, os trabalhos na Classe P foram paralisados em 1939 em favor dos cruzadores de batalha da Classe O. O deslocamento foi limitado a trinta mil toneladas para que assim o tempo de construção pudesse ser reduzido dos quatro anos ou mais normais de couraçados para três a três anos e meio. As especificações também incluíam uma bateria principal de seis canhões de 380 milímetros, bateria secundária de armas de duplo-propósito, velocidade máxima de 34 nós, autonomia de quinze mil milhas náuticas (28 mil quilômetros) a dezenove nós (35 quilômetros por hora) e blindagem suficiente para resistir a projéteis de 203 milímetros disparos por cruzadores pesados.
Assim como havia ocorrido com os cruzadores pesados da Classe P, os cruzadores de batalha da Classe O também tiveram problemas para equipar um sistema de propulsão totalmente a diesel nos navios. A equipe de projeto por fim decidiu que não seria prudente usar um arranjo apenas de diesel, assim um sistema híbrido de diesel e uma turbina a vapor foi escolhido. Esta mudança permitiu que a cidadela blindada central fosse reduzida em nove metros, enquanto a boca de ré foi abaixada em 3,5 metros.
O terceiro membro da classe, o cruzador de batalha "Q", foi encomendado em 8 de agosto de 1939 dos estaleiros da Germaniawerft em Kiel, mesmo com o projeto ainda não tendo sido finalizado. O projeto acordado foi refinado um mês depois. O deslocamento projetado cresceu para 31 652 toneladas, enquanto o calado seria de oito. O comprimento da linha de flutuação foi estabelecido em 246 metros e a boca em trinta metros. A bateria primária permaneceu inalterada, mas a bateria secundária foi dividida em canhões anti-superfície de 149 milímetros e canhões antiaéreos de 105 milímetros porque os projetistas alemães não tinham conseguido desenvolver um canhão de duplo-propósito satisfatório. A bateria antiaérea leve teria armas de 37 e 20 milímetros. Tubos de torpedo de 533 milímetros fechariam o armamento. Foi planejado que quatro hidroaviões seriam carregados.
Os desenhos de projeto para os três navios foram finalizados em meados 1940. Foram avaliados e aprovados tanto por Hitler quanto por Raeder. Entretanto, as obras nunca foram iniciadas e os únicos movimentos para o começo da construção foram encomendas e procuras iniciais de materiais. Isto se deu em parte devido a uma séria escassez de materiais, especialmente de aço de alta qualidade, pois eles eram mais necessários para outros projetos de construção relacionados ao andamento da Segunda Guerra Mundial, que tinha começado no ano anterior. Além disso, os trabalhadores dos estaleiros estacam ocupados em obras mais importantes, principalmente novos submarinos.

## Projeto

### Características
O projeto final dos cruzadores de batalha da Classe O teria 248,2 metros de comprimento da linha de flutuação e 256 metros de comprimento de fora a fora. Teria uma boca de trinta metros e um calado de 8,02 metros. O deslocamento projetado seria de 31 650 toneladas, mas o deslocamento padrão ficaria em 29 364 toneladas e o deslocamento carregado em 35 968 toneladas. Os cruzadores de batalha seriam construídos com soldagem em vez de rebitagem, com seus cascos sendo subdivididos em vinte compartimentos estanques e possuindo um fundo duplo que se estenderia por 78% do comprimento do casco. Suas tripulações seriam compostas por 65 oficiais e 1,9 mil marinheiros.
Transportariam várias embarcações menores a bordo, incluindo dois barcos de piquete, duas barcas, duas lanchas, duas pinaças, dois yawls e dois botes. Os navios também teriam sido equipados com uma catapulta de aeronaves dupla instalada entre as duas chaminés, embarcando quatro hidroaviões Arado Ar 196 para reconhecimento aéreo. Eles ficariam guardados no hangar principal à ré da primeira chaminé, também existindo outro dois hangares menores nas laterais da segunda chaminé.
Cada navio seria impulsionado por três hélices, dois movidas por motores a diesel e a outra por uma turbina a vapor. Oito motores a diesel MAN de 24 cilindros em configuração V dois tempos impulsionariam duas caixas de engrenagens, cada uma girando uma das hélices externas, que teriam três lâminas e 4,85 metros de diâmetro. À ré dos motores a diesel ficaria uma única sala de caldeiras com quatro caldeiras de alta pressão Wagner que funcionariam a 55 atmosferas padrão. Elas proporcionariam o vapor para um conjunto de turbinas a vapor Brown, Boveri & Cie, que por sua vez giraria a hélice central de três lâminas e 4,9 metros de diâmetro. As embarcações foram projetadas para armazenar mil toneladas de óleo combustível para as caldeiras e até 4 610 toneladas de diesel para os motores. Isto possibilitaria uma autonomia de catorze mil milhas náuticas (26 mil quilômetros) a dezenove nós. Foram projetados para uma velocidade máxima de 33,5 nós (62 quilômetros por hora), mas poderiam alcançar 35 nós (65 quilômetros por hora). Cada cruzador de batalha teria dois lemes. Oito geradores a diesel de 920 quilowatts proporcionariam a energia elétrica para um total de 7 360 quilowatts a 220 Volts.

### Armamento

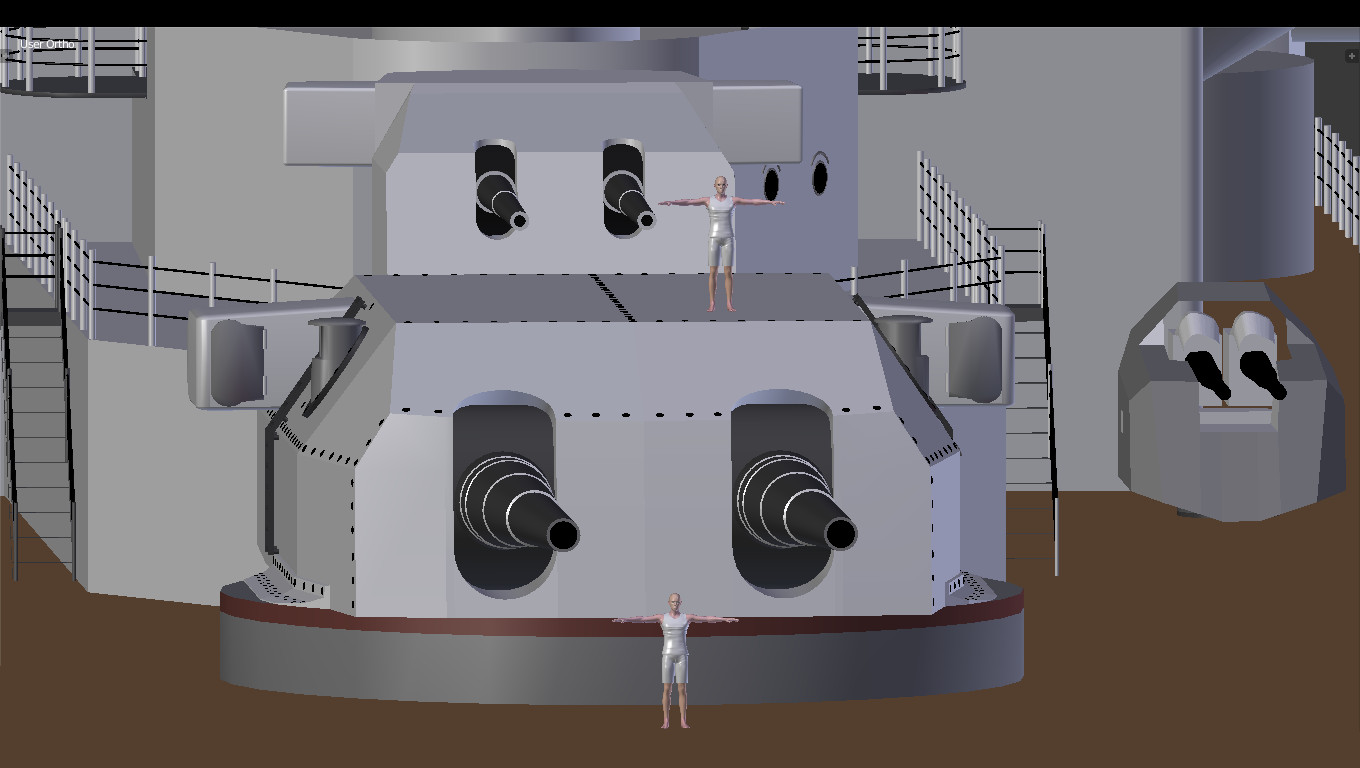
Visualização da terceira torre de artilharia principal, com um canhão secundário diretamente acima e uma arma antiaérea ao lado

O armamento principal seria de seis canhões calibre 47 de 380 milímetros montados em três torres de artilharia duplas. Estas seriam do modelo Drh LC/38, a mesma usada na Classe Bismarck. Duas torres ficariam sobrepostas à vante da superestrutura, enquanto a terceira ficaria à ré. As armas poderiam abaixar até oito graus negativos e elevar até 35 graus. Teriam um alcance máximo de 36,2 quilômetros. Cada canhão teria um carregamento de 105 projéteis para um total de 630. Receberiam três tipos de projéteis: perfurante e dois altamente explosivos diferentes, todos pesando oitocentos quilogramas. Usariam uma ante carga de 99,5 quilogramas e uma carga principal de 112,5 quilogramas em cartucho de latão. Seriam disparados a uma velocidade de saída de 820 metros por segundo.
A bateria secundária teria seis canhões calibre 48 de 149 milímetros também montados em três torres de artilharia duplas. Duas ficariam nas laterais da superestrutura, enquanto a última ficaria à ré sobreposta à torre principal de ré. Estas armas teriam um suprimento de 150 projéteis por canhão para um total de novecentos, tendo um alcance máximo de 23,5 quilômetros. Os navios também seriam armados com seis tubos de torpedo de 533 milímetros acima da linha de flutuação, levando um carregamento de dezoito torpedos.
A bateria antiaérea teria oito canhões calibre 65 de 105 milímetros, oito canhões calibre 83 de 37 milímetros e vinte canhões de 20 milímetros. As armas de 105 e 37 milímetros ficariam em montagens duplas, duas em cada lateral da superestrutura. Já os canhões de 20 milímetros ficaram em montagens únicas pela superestrutura à meia-nau.

### Blindagem
A Classe O seria protegida por blindagem de aço Wotan fabricada pela Krupp. O cinturão principal de blindagem teria 190 milímetros de espessura nas áreas mais importantes do navio, incluindo as salas de máquinas e depósitos de munição, e cem milímetros sobre áreas menos importantes. A proa e a popa não teriam proteção alguma. Uma antepara antitorpedo teria o comprimento do casco e uma espessura de 45 milímetros pela maior parte. Uma segunda antepara ficaria na parte central dos navios. Esta teria oitenta milímetros de espessura, mas aumentaria para 110 milímetros nas áreas mais importantes. Áreas críticas teriam uma proteção adicional na forma de escudos de oitenta milímetros atrás da antepara antitorpedo. Toda a proteção lateral seria feita de aço do tipo Wotan Hart, com exceção da antepara antitorpedo, que seria de Wotan Weich.
O convés superior teria cinquenta milímetros de espessura, já o convés blindado teria de vinte a oitenta milímetros, com áreas mais importantes tendo uma proteção adicional na forma de escudos de sessenta milímetros. O convés blindado se conectaria ao cinturão principal com uma blindagem inclinada de 110 milímetros. O teto da torre de comando de vinte teria sessenta milímetros com laterais de duzentos milímetros, já a torre de comando de ré teria um teto de apenas trinta milímetros e laterais de cinquenta milímetros. Os telêmetros seriam protegidos contra estilhaços por tetos de vinte milímetros e laterais de trinta milímetros. Toda esta blindagem seria do tipo Wotan Hart.
As torres de artilharia principais teriam tetos de cinquenta milímetros e laterais de 210 milímetros, mais escudos internos de 180 milímetros. As torres  secundárias teriam catorze milímetros contra estilhaços. O armamento antiaéreo teria escudos de catorze milímetros. Os hangares dos hidroaviões também teriam catorze milímetros. A Classe O teria uma proteção relativamente fina, o que levou ao apelido depreciativo de "Ohne Panzer Quatsch" ("Sem armadura sem sentido"), uma piada com seus nomes provisórios.

## Navios
| Navio                   | Construtor                      |
| ----------------------- | ------------------------------- |
| "Cruzador de batalha O" | Deutsche Werke                  |
| "Cruzador de batalha P" | Kriegsmarinewerft Wilhelmshaven |
| "Cruzador de batalha Q" | Germaniawerft                   |

### Citações
1. ↑  Garzke & Dulin 1985, p. 352.
2. ↑  Garzke & Dulin 1985, p. 351.
3. ↑  Garzke & Dulin 1985, pp. 351–352.
4. 1 2  Garzke & Dulin 1985, p. 353.
5. ↑  Sieche 1992, p. 226.
6. 1 2 3  Garzke & Dulin 1985, p. 354.
7. 1 2 3 4 5 6 7 8 9 10 11  Gröner 1990, p. 68.
8. ↑  Garzke & Dulin 1985, pp. 19, 354.
9. ↑  Garzke & Dulin 1985, pp. 354–355.
10. ↑  Sieche 1992, p. 220.
11. 1 2  Campbell 1985, p. 229–230.
12. ↑  Gröner 1990, p. X.
13. ↑  Breyer 2002, p. 190.